# トゥラン低地

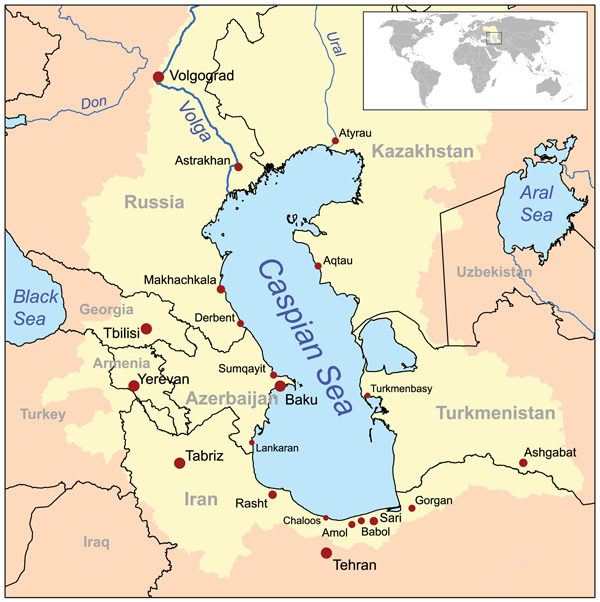
カスピ海とアラル海の地図、黄色の部分はカスピ海へ流れ込む河川流域を表す。

トゥラン低地 (トゥランていち、英語: Turan Depression, Turan Lowland, Turanian Basin、ロシア語: Туранская низменность) は南トルクメニスタンからウズベキスタンを通ってカザフスタンまで広がる、低地の砂漠凹地である。ツラン低地とも呼ばれる。
トゥラン低地にはアラル・カスピ低地に含まれるカスピ海東部とアラル海南東部が含まれるが、海抜0m以上の土地の部分にも広がっている。トゥラン低地は世界でも有数の大きさの砂漠地帯であり、トゥラン低地の平均年間降水量は381mm以下である。カラクム砂漠はトゥラン低地南部に広がっている。
トゥラン低地にある大都市としてはトルクメニスタンのダショグズ、ウズベキスタンのヌクスとウルゲンチの3つがある。トルクメニスタンのアクチャナヤ (Akchanaya, Акчаная) 低地は海抜-81m、カルスト地形中にできたポリエであるカラギーエは海抜-132mである。アムダリヤ川はこの低地を通って南東から北西方向へと流れている。

## 世界遺産
この地域は夏が暑く、冬が寒いが、こういった過酷な気候条件に適応した多様な動植物が生息しており、生物多様性に富んでいる。2023年にはアラル海周辺、ウスチュルト台地やカラクム砂漠の一部を含む3か国の14か所が「寒冬のトゥラン砂漠群」としてユネスコの世界遺産に登録された。
登録箇所は以下の14か所である。
- アルティン＝エメル（英語版）東部
- アルティン＝エメル中部
- アルティン＝エメル西部
- バルサケルメス自然保護区
- カスカクラン
- ベレケトリ・ガラグム自然保護区（英語版）
- ガプランギル自然保護区（英語版）
- レペテク国立生物圏保護区（英語版）
- イェラジ
- サイガチー複合保護区（ウズベク語版）
- サイガチー＝ベレウリ
- サイガチー＝ドゥアナ
- サイガチー＝ジデイリ
- 南ウスチュルト

### 登録基準
この世界遺産は世界遺産登録基準のうち、以下の条件を満たし、登録された（以下の基準は世界遺産センター公表の登録基準からの翻訳、引用である）。
- (9) 陸上、淡水、沿岸および海洋生態系と動植物群集の進化と発達において進行しつつある重要な生態学的、生物学的プロセスを示す顕著な見本であるもの。
- (10) 生物多様性の本来的保全にとって、もっとも重要かつ意義深い自然生息地を含んでいるもの。これには科学上または保全上の観点から、すぐれて普遍的価値を持つ絶滅の恐れのある種の生息地などが含まれる。